# Kościół Podwyższenia Krzyża Świętego w Ośnie Lubuskim
Kościół pw. Podwyższenia Krzyża Świętego w Ośnie Lubuskim – rzymskokatolicki kościół filialny w Ośnie Lubuskim, w powiecie słubickim, w województwie lubuskim. Należy do dekanatu Rzepin w diecezji zielonogórsko-gorzowskiej.